# نامباليس ميندي
نامباليس ميندي (بالفرنسية: Nampalys Mendy)‏ هو لاعب كرة قدم فرنسي في مركز الوسط المدافع ولد في يوم 23 يونيو 1992 في مدينة لي سان سر مير في فرنسا، يلعب حالياً مع نادي لستر سيتي في الدوري الإنجليزي الممتاز وسبق له اللعب مع نادي نيس ونادي موناكو ونادي طولون، كما لعب مع منتخب فرنسا لكرة القدم تحت 19 سنة ويبلغ طوله 168 سم.

## روابط خارجية
- نامباليس ميندي على موقع الاتحاد الأوربي (الإنجليزية)
- نامباليس ميندي على موقع رابطة كرة القدم الفرنسية للمحترفين (الإنجليزية)
- نامباليس ميندي على موقع قاعدة بيانات كرة القدم.إي يو (الإنجليزية)
- نامباليس ميندي على موقع ليكيب (الفرنسية)
- نامباليس ميندي على موقع ناشيونال فوتبول تيمز (الإنجليزية)
- نامباليس ميندي على موقع Soccerbase.com (لاعب) (الإنجليزية)
- نامباليس ميندي على موقع Soccerway.com (الإنجليزية)
- نامباليس ميندي على موقع عالم كرة القدم.نت (الإنجليزية)
- نامباليس ميندي على موقع AS.com (الإسبانية)